# چه بلایی سر باب‌اسفنجی اومده؟
«چه بلایی سر باب‌اسفنجی اومده؟» (با نام‌های جایگزین «کدام باب چه شلواری؟» و «باب‌اسفنجی شهردار می‌شود») هجدهمین قسمت از فصل پنجم انیمیشن آمریکایی باب اسفنجی شلوارمکعبی و قسمت ۹۸ در کل است. این قسمت اولین بار در ۱۳ اکتبر ۲۰۰۸ توسط نیکلودئون در ایالات متحده پخش شد.
در این قسمت، باب‌اسفنجی بعد از اینکه دوستانش را به دلیل چند اتفاق تصادفی عصبانی کرد، فکر می‌کند که آنها دیگر او را دوست ندارند و تصمیم می‌گیرد بیکینی باتم را ترک کند. در طول راه، سر او به‌طور تصادفی با صخره‌ای برخورد می‌کند و حافظه خود را از دست می‌دهد. باب‌اسفنجی به مکانی جدید به نام نیو کلپ سیتی (برگرفته از نیویورک سیتی) می‌رسد و تلاش می‌کند تا شغل جدیدی پیدا کند، غافل از اینکه او به هدف یک باند تبهکار معروف به بروبچ حباب‌ترکون تبدیل می‌شود. او آنها را با درست کردن حباب از شهر می‌راند و با تقدیر مردم و مقامات، شهردار می‌شود. در همین حال پاتریک، سندی و بختاپوس بی‌میل سعی می‌کنند او را پیدا کنند.
این قسمت توسط کیسی الکساندر، زئوس سرواس و استیون بنکس نوشته شده است و کارگردانی انیمیشن بر عهده کارگردان ناظر آلن اسمارت و تام یاسومی بوده است. این قسمت همچنین دارای بازیگر مهمان، ری لیوتا به عنوان صداپیشه رهبر گروه بروبچ حباب‌ترکون است. اولین نمایش این اپیزود به‌طور متوسط ۷٫۷ میلیون بیننده داشت؛ اما نقدهای مختلط تا منفی از سوی منتقدان دریافت کرد.

## خلاصه داستان
باب‌اسفنجی طبق معمول در یک روز عادی از خواب بیدار می‌شود. او به بیرون از پنجره نگاه می‌کند و پستچی را در حال دوچرخه‌سواری می‌بیند. او به پستچی می‌گوید «سلام». این احوالپرسی باعث می‌شود حواس مأمور پست پرت شود و کامیونی با او تصادف کند. پس از آن، باب‌اسفنجی می‌خواهد با دوستانش وقت بگذراند. با این حال، مزاحمت صرف او عواقب وحشتناکی را به دنبال دارد که در نهایت باعث ناراحتی آنها می‌شود: او به‌طور تصادفی پوستهٔ گری را در زمانی که او را خیلی محکم در آغوش می‌گیرد می‌شکند، به‌طور تصادفی کیکی را که پاتریک برای تولد مادرش درست کرده بود لِه می‌کند، خواب زیبای بختاپوس را خراب می‌کند (طبق معمول)، ربات (اختراع) جدید سندی را از بین می‌برد و به‌طور تصادفی آقای خرچنگ و دو اسکناس او را سوخاری می‌کند. پس از هر یک از این‌ها، باب‌اسفنجی به بیرون پرتاب شده و با عصبانیت به او گفته می‌شود که برود و به دنبال آن با عصبانیت به او «پسره‌ی بی‌عقل» خطاب می‌شود. بعد از اینکه این اتفاق مکرراً می‌افتد، باب‌اسفنجی ویران‌شده معتقد است هیچ‌یک از دوستانش دیگر او را دوست ندارند و می‌خواهند او را از شهر خارج کند و احساس بدی برای ایجاد دردسرهای زیادی دارد. به همین خاطر، او تصمیم می‌گیرد بیکینی باتم را ترک کند. بعد از خداحافظی با گری، که به دلیل ناراحتی و برداشتن توده باندپیچی که قبلاً پوسته‌اش بود، فقط به او خش خش می‌کند، غذای یک سالش را برای او گذاشت و گفت: «خداحافظ خانه آناناسی!»، «خداحافظ، بختاپوس!»، «خداحافظ، پاتریک!»، «خداحافظ، سندی!»، «خداحافظ، بیکینی باتم!»، و «خداحافظ، زندگی آنطور که من می‌دانم» (او «خداحافظ، آقای خرچنگ!» را نمی‌گوید) او در حالی که خود را «پسره‌ی بی‌عقل» خطاب می‌کند، دقیقاً همین کار را می‌کند. در شب، او در تاریکی وحشت‌زده می‌شود و در نهایت از صخره سقوط می‌کند و سرش به صخره خورده و درنهایت بیهوش می‌شود.
سندی و پاتریک در بیکینی باتم، یادداشت خداحافظی باب‌اسفنجی را در ظرف غذای گری پیدا کردند و با احساس پشیمانی، آن را به آقای خرچنگ و بختاپوس نشان دادند. همه، به جز بختاپوس، به خاطر رفتاری که قبلاً با او داشتند، احساس بدی دارند. بدتر از آن، بدون اینکه باب اسفنجی همبرگر خرچنگی را در رستوران آقای خرچنگ درست کند، هرج و مرج عظیمی رخ می‌دهد. برای پیدا کردن باب‌اسفنجی، سندی یک دستگاه یابنده اسفنج دریایی اختراع می‌کند، بختاپوس که نه قصدی برای پیدا کردن باب‌اسفنجی دارد و نه می‌خواهد او برگردد، دستگاه را با یک پتک خُرد می‌کند. آقای خرچنگ ناراحت، به بختاپوس رشوه می‌دهد تا باب اسفنجی را پیاده پیدا کند و به او وعده یک تخم‌مرغ فابرژه به عنوان جایزه می‌دهد. در پس بختاپوس، پاتریک و سندی قرار دارند.
در همین حال، باب‌اسفنجی با فراموشی بیدار می‌شود. او چند ماهی ولگرد را می‌بیند که او را «کله‌پنیری شلوار قهوه‌ای» می‌دانند تا دارایی‌هایش را بدزدند و فقط یک بطری صابون حباب‌ساز برایش باقی بماند. باب‌اسفنجی در نهایت به شهر نیو کلپ، شهری ویران شده، وارد می‌شود و در آنجا تلاش می‌کند تا برای خود شغلی دست‌وپا کند. هر بار که او شغلی پیدا می‌کند، توانایی حباب‌زنی خود را نشان می‌دهد، اما این منجر به ترس همه ساکنان شهر و اخراج شدن او از شغل‌هایش می‌شود. اواخر همان شب، فعالیت او باعث درگیری با «بروبچ حباب‌ترکون»، گروهی از گریس‌ها می‌شود. آنها توضیح می‌دهند که با ایجاد نفرت غیرمنطقی از حباب‌ها به‌علت آسیب‌دیدن چشم‌هایشان به محض برخورد با حباب‌ها، دو دهه گذشته را صرف کشتن هر کسی که حباب‌ها را می‌دمد، کرده‌اند که منجر به ممنوعیت غیررسمی حباب‌ها و سقوط شهر شده است. باند باب‌اسفنجی را تعقیب می‌کند که در نهایت، باب‌اسفنجی با به‌دام انداختن آنها در حبابی که آنها را برای همیشه از شهر خارج می‌کند، آنها را شکست می‌دهد. این کار او با خوشحالی مردم همراه شده و با گرفتن پست شهردار نیو کلپ سیتی پاداش می‌گیرد.
گروه بختاپوس در میانه راه متوجه می‌شوند که باب‌اسفنجی شهردار جدید نیو کلپ سیتی شده است، اما وقتی برای پیدا کردن او به نیو کلپ سیتی می‌روند، باب‌اسفنجی نمی‌تواند به یاد بیاورد که آنها چه کسانی هستند. آنها موفق می‌شوند باب‌اسفنجی را ربوده و به رستوران خرچنگ برگردانند، اما او هنوز آشنایی خود با آنها را رد می‌کند. بختاپوس این را جشن می‌گیرد، ولی روی یک کفگیر لیز می‌خورد و تخم فابرژه را روی سر باب‌اسفنجی می‌اندازد و حافظه او را بازیابی می‌کند. سپس باب‌اسفنجی از دوستانش به خاطر فرار از شهر عذرخواهی می‌کند. اگرچه باب‌اسفنجی آنها را می‌بخشد، اما همچنان تصمیم می‌گیرد به نیو کلپ سیتی بازگردد زیرا شهر هنوز به شهردارش نیاز دارد. در آن لحظه، یک گزارش خبری فوری منتشر می‌شود که می‌گوید حباب‌های نیو کلپ سیتی، شهروندان را کور می‌کند و آنها قوانین جدید باب‌اسفنجی را مقصر می‌دانند. این در نهایت باعث می‌شود باب‌اسفنجی نظر خود را تغییر دهد. او می‌گوید که در بیکینی باتم باقی خواهد ماند که باعث ناراحتی بختاپوس شد.

## تولید

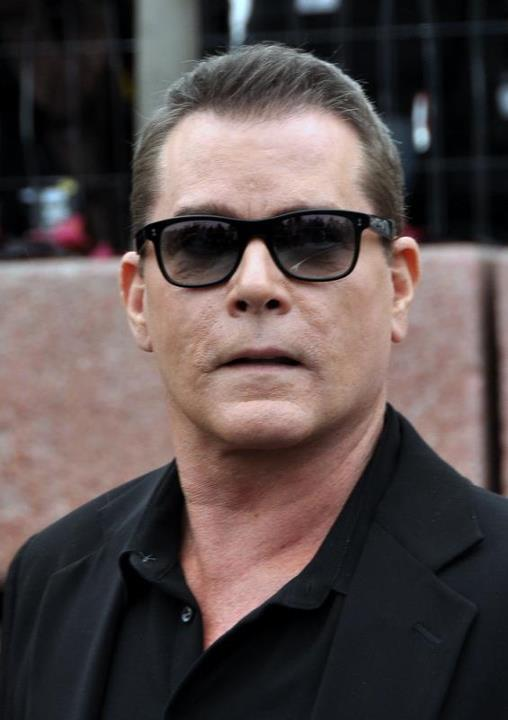
بازیگر مهمان ری لیوتا در این قسمت بازی کرد.

«چه بلایی سر باب اسفنجی اومده؟» که با نام «کدام باب چه شلواری؟» نیز شناخته می‌شود، قسمت ویژه‌ای بود که توسط کیسی الکساندر، زئوس سرواس و استیون بنکس نوشته شد. کارگردان انیمیشن و ناظر آن آلن اسمارت بود. الکساندر و سرواس نیز به عنوان کارگردان استوری‌برد فعالیت می‌کردند. این قسمت اولین بار توسط نیکلودئون در ۲۴ سپتامبر ۲۰۰۸ در یک بیانیه مطبوعاتی اعلام شد. به گفته این شبکه، باب‌اسفنجی «در اقیانوس سرگردان است، غریبه‌ای با شلوار خود» و خود را در قسمتی ناهموار از نیو کلپ سیتی می‌یابد، جایی که در برابر رئیس باند بروبچ حباب‌ترکون، شخصیت لیوتا قرار می‌گیرد.
این قسمت ابتدا در ۱۳ اکتبر ۲۰۰۸ در ایالات متحده پخش شد. از ۳ اکتبر ۲۰۰۸، توربونیک یک لیست پخش ویژه از محتوای اختصاص داده‌شده به اپیزود، از جمله نگاهی اجمالی به قسمت‌های ویژه، مضمون، محتوای کوتاه، موزیک ویدئوها و پخش فوری برنامه ویژه پس از پخش تلویزیونی را به نمایش گذاشت. نیک.کام در سال ۲۰۰۸ بازی جدیدی به نام «باب‌اسفنجی شلوارمکعبی: کدام باب چه شلواری؟» برای جشن پخش تلویزیونی این قسمت عرضه کرد. این اپیزود همچنین دارای تیتراژی خاص است که در آن عنوان باب‌اسفنجی به «کدام باب چه شلواری؟» تغییر کرده و در طول تیتراژ، گروه کر در دنباله عنوان پاسخ می‌دهد.
علاوه بر بازیگران اصلی، بازیگر مهمان ری لیوتا در این اپیزود به عنوان صداپیشه رهبر گروه بروبچ حباب‌ترکون نیو کلپ سیتی و شخصیت منفی اصلی اپیزود بازی کرد.
در ۱۴ اکتبر ۲۰۰۸، «چه بلایی سر باب‌اسفنجی اومده؟» در مجموعه دی‌وی‌دی باب‌اسفنجی کدام باب چه شلواری به همراه شش قسمت دیگر از جمله «گاز نی‌نی کوچولو»، «دو چهره بختاپوس»، «اسفنج آهنگین»، «تحریم در بیکینی باتم» و «استنلی اس. شلوارمکعبی» در دسترس قرار گرفت. این قسمت همچنین در دی‌وی‌دی باب‌اسفنجی شلوارمکعبی: فصل ۵، جلد ۲ در ۱۸ نوامبر ۲۰۰۸ قرار گرفته است. در ۲۲ سپتامبر ۲۰۰۹، «چه بلایی سر باب‌اسفنجی اومده؟» به همراه سایر قسمت‌های فصل‌های اول تا پنجم در دی‌وی‌دی باب‌اسفنجی: ۱۰۰ قسمت اول منتشر شد.

## بازخورد
۷٫۷ میلیون مخاطب «چه بلایی سر باب‌اسفنجی اومده؟» را تماشا کردند. این قسمت به عنوان رتبهٔ اول پربیننده‌ترین برنامهٔ سرگرمی شب، و رتبهٔ دوم پربیننده‌ترین برنامه در همهٔ دسته‌ها پس از فوتبال دوشنبه شب از ای‌اس‌پی‌ان قرار گرفت.
علیرغم رتبه‌بندی بالا، این قسمت نقدهای مختلط تا منفی را از سوی منتقدان دریافت کرد. ماکسی زئوس از تون زون این قسمت را به عنوان نمونه‌ای از افول سریال ذکر کرد. لسلی اشلیمن از یاهو! وویسز نوشت: «من باید به این ویژه‌برنامه مانند «دوست یا دشمن؟» نگاه کنم. در حالی که «کدام باب چه شلواری؟» به عنوان یک داستان معمولی برای باب‌اسفنجی شلوارمکعبی به‌خوبی کار می‌کند، من کاملاً متقاعد نشده‌ام که شایستهٔ معرفی به عنوان یک داستان خاص باشد؛ در حالی که این داستان پتانسیل «مواد ویژه» را داشت، اما این مهم در محصول نهایی محقق نشد.». روی هراب از دی‌وی‌دی وردیکت گفت: «برای من غمناک است که به این فکر کنم که چگونه چیزی بسیار لذت‌بخش به چیزی بسیار خسته‌کننده تبدیل شده است.». پل ماویس از دی‌وی‌دی تاک گفت: «با یک فیلمنامهٔ خنده‌دار، «چه بلایی سر باب‌اسفنجی اومده؟» ممکن است روندی را تایید کند که من متوجه شده‌ام. مجموعه‌های کوتاه باب‌اسفنجی با آخرین نسخهٔ اصلی برای انتشار دیسک خود، «گذشته پرافتخار» در حال خسته‌کننده شدن هستند و «چه بلایی سر باب‌اسفنجی اومده؟» حتی کمتر از «گذشته پرافتخار» خنده‌دار است.». او اضافه کرد که این قسمت «نشانهٔ خوبی نیست». مدی پومیلا مثبت‌تر بود و گفت که این اپیزود «بسیار سرگرم‌کننده بود. مدتی بود که باب‌اسفنجی را تماشا نکرده بودم، اما خنده‌های این قسمت بیشتر از خنده‌های من در یک روز کامل بود.».